# Comuna Șoimi, Bihor
Șoimi (în maghiară: Sólyom) este o comună în județul Bihor, Crișana, România, formată din satele Borz, Codru, Dumbrăvița de Codru, Poclușa de Beiuș, Sânnicolau de Beiuș, Șoimi (reședința), Ursad și Urviș de Beiuș.

## Demografie
Componența etnică a comunei Șoimi
     Români (61,65%)
     Romi (34,17%)
     Alte etnii (0,13%)
     Necunoscută (4,05%)
Componența confesională a comunei Șoimi
     Ortodocși (82,25%)
     Penticostali (9,82%)
     Baptiști (3,02%)
     Alte religii (0,43%)
     Necunoscută (4,48%)
Conform recensământului efectuat în 2021, populația comunei Șoimi se ridică la 2.321 de locuitori, în scădere față de recensământul anterior din 2011, când fuseseră înregistrați 2.543 de locuitori. Majoritatea locuitorilor sunt români (61,65%), cu o minoritate de romi (34,17%), iar pentru 4,05% nu se cunoaște apartenența etnică. Din punct de vedere confesional, majoritatea locuitorilor sunt ortodocși (82,25%), cu minorități de penticostali (9,82%) și baptiști (3,02%), iar pentru 4,48% nu se cunoaște apartenența confesională.

## Politică și administrație
Comuna Șoimi este administrată de un primar și un consiliu local compus din 11 consilieri. Primarul, Ioan Vaida[*], de la Partidul Național Liberal, este în funcție din 2012. Începând cu alegerile locale din 2024, consiliul local are următoarea componență pe partide politice:
|  | Partid                    | Consilieri | Componența Consiliului | Componența Consiliului | Componența Consiliului | Componența Consiliului | Componența Consiliului | Componența Consiliului |
|  | ------------------------- | ---------- | ---------------------- | ---------------------- | ---------------------- | ---------------------- | ---------------------- | ---------------------- |
|  | Partidul Național Liberal | 6          |                        |                        |                        |                        |                        |                        |
|  | Partidul Social Democrat  | 5          |                        |                        |                        |                        |                        |                        |

## Atracții turistice
- Ruinele complexului monastic de la Sânnicolau de Beiuș, construcție de la mijlocul sec. al XII-lea, refăcută în secolul al XIII-lea, monument istoric
- Biserica de lemn „Sfinții Arhangheli Mihail și Gavriil” din Șoimi, construcție din secolul al XVIII-lea, monument istoric
- Rezervația naturală Dealul Pacău (15 ha)
- Rezervația naturală Defileul Crișului Negru la Borz (12 ha)